# بوبي أربر
بوبي أربر (بالإنجليزية: Bobby Arber)‏ هو لاعب كرة قدم بريطاني في مركز الدفاع، ولد في 13 يناير 1951 في بوبلار ‏ في المملكة المتحدة. لعب مع أتلانتا تشيفز ونادي أرسنال ونادي ساوثيند يونايتد ونادي ليتون أورينت.